# 9693 Bleeker
9693 Bleeker è un asteroide della fascia principale. Scoperto nel 1960, presenta un'orbita caratterizzata da un semiasse maggiore pari a 2,4273093 UA e da un'eccentricità di 0,2085567, inclinata di 3,08803° rispetto all'eclittica.